# Aleksandr Romankow
Aleksandr Anatoljewicz Romankow (ros. Александр Анатольевич Романьков, biał. Аляксандр Анатолевіч Раманькоў, Alaksandr Anatolewicz Ramańkou; ur. 7 listopada 1953 w Korsakowie) – radziecki szermierz, florecista, wielokrotny medalista igrzysk olimpijskich i mistrzostw świata.
Na igrzyskach olimpijskich w Montrealu w 1976 roku wywalczył indywidualnie srebrny medal, przegrywając tylko z Włochem Fabio Dal Zotto. W zawodach drużynowych zajął czwarte miejsce, po tym jak reprezentacja ZSRR przegrała walkę o medal z Francuzami. Na rozgrywanych cztery lata później igrzyskach olimpijskich w Moskwie wspólnie z Władimirem Smirnowem, Sabirżanem Ruzijewem, Aszotem Karagjanem i Władimirem Łapickim zdobył drużynowo srebrny medal. Na tej samej imprezie był indywidualnie trzeci, plasując się za Smirnowem i Francuzem Pascalem Jolyotem. Brał również udział w igrzyskach olimpijskich w Seulu w 1988 roku, gdzie reprezentacja ZSRR w składzie: Aleksandr Romankow, Wladimer Apciauri, Ilgar Mamiedow, Anwar Ibragimow i Boris Koriecki zdobyła drużynowo złoty medal. W turnieju indywidualnym ponownie był trzeci, tym razem plasując się za Włochem Stefano Cerionim i Udo Wagnerem z NRD. 
Podczas mistrzostw świata w Grenoble w 1974 roku wywalczył złoty medal indywidualnie, a wspólnie z Wasylem Stankowyczem, Władimirem Dienisowem i Jurijem Cziżem zwyciężył też w zawodach drużynowych. W rywalizacji drużynowej reprezentacja ZSRR z Romankowem w składzie zdobywała następnie złote medale na mistrzostwach świata w Melbourne (1979), mistrzostwach świata w Clermont-Ferrand (1981), mistrzostwach świata w Rzymie (1982) i mistrzostwach świata w Denver (1989), srebrny na mistrzostwach świata w Budapeszcie (1975) oraz brązowe podczas mistrzostw świata w Buenos Aires (1977), mistrzostw świata w Hamburgu (1978) i mistrzostw świata w Barcelonie (1985). Ponadto zdobywał medale indywidualnie: złote na mistrzostwach świata w Buenos Aires (1977), mistrzostwach świata w Melbourne (1979), mistrzostwach świata w Rzymie (1982) i mistrzostwach świata w Wiedniu (1983) oraz srebrny podczas mistrzostw świata w Hamburgu (1978).
Podczas ceremonii otwarcia igrzysk olimpijskich w Pekinie w 2008 roku był chorążym reprezentacji Białorusi.
Pracował jako trener. Mieszka na Białorusi.

## Starty olimpijskie (medale)
Montreal 1976
- floret indywidualnie –  srebro

Moskwa 1980
- floret indywidualnie i drużynowo –  brąz

Seul 1988
- floret drużynowo –  złoto
- floret indywidualnie –  brąz